# Miguel Merentiel
Miguel Ángel Merentiel Serrano (Paysandú, 24 de febrero de 1996) es un futbolista uruguayo que juega como delantero en el Club Atlético Boca Juniors de la Primera División de Argentina.

## Trayectoria

### Inicios en Peñarol
Fue formado en el Club Atlético Peñarol y luego cedido, en 2016, a El Tanque Sisley, en el que marcó siete goles en 20 partidos. En julio de 2017, fichó para el Lorca Fútbol Club, cedido por Peñarol. En 2018 fue cedido al Valencia.

### Godoy Cruz
El 28 de enero de 2019, firmó con Godoy Cruz de Argentina, quien compró a Peñarol el 50% del pase por un monto de U$S 200.000. En el club de Mendoza disputó dos temporadas, en total 26 partidos donde convirtió 6 goles.

### Defensa y Justicia
Fue cedido por Godoy Cruz a Defensa y Justicia el que, a inicios del 2022, compró el pase por U$S 1.000.000. Allí se ganó el apodo de la Bestia, luego de hacerle un gol a River Plate en el estadio Monumental, allí se acercó a una cámara y gritó «soy una bestia». 
En el club de Varela jugó un total de 80 partidos, convirtiendo 27 goles y dando 9 asistencias.

### Palmeiras
A mediados de 2022, el Palmeiras adquirió el 80% de su pase por U$S 1.500.000. El 3 de septiembre convirtió su primer gol en el club frente a Red Bull Bragantino. Una semana después marco el tanto del 1 a 0 ante Santos.

### Boca Juniors

#### Temporada 2023
A fines de enero de 2023, Palmeiras llegó a un acuerdo con Boca Juniors, para ceder al jugador por toda la temporada con una opción de compra de U$S 3.000.000. El 5 de febrero de ese mismo año debutó con la camiseta del Xeneize frente a Central Córdoba ingresando por Juan Ramírez. El 19 de febrero marcó su primer tanto frente a Platense.Entre marzo, abril y mayo fue considerado tercer nueve del club de la Ribera, por detrás de Darío Benedetto y Luis Vázquez, sin embargo, cada vez que ingresó de recambio logró rendir positivamente en el equipo, llegando a ser considerado como titular.
A mediados de la temporada 2023 de Boca, Jorge Almirón, comenzó a formar una alineación de dos centrodelanteros, y tras los buenos desempeños de Merentiel y con la salida de Vázquez, logró ser titular indiscutido del plantel.En octubre de ese año ya había marcado tantos en todos los torneos que disputó.Además, Juan Román Riquelme, vicepresidente del club, declaró que tenían como intención adquirir la ficha total de Merentiel a finales de ese mismo año.El 10 de noviembre, Boca, hizo uso de la opción de compra de Merentiel, el club compró el 70% del pase por 3.000.000 USD.

#### Temporada 2024
La temporada del atacante en 2024 comenzó con goles en la Copa de la Liga a Sarmiento de Junín, Tigre y Central Córdoba (S.E), casi de manera consecutiva, precisamente en las fechas 2, 3 y 5. En la Copa Argentina convirtió en la eliminación de Boca a Central Norte de Salta. En un partido importante para la Copa de la Liga, convirtió el 2-1 final frente a San Lorenzo de Almagro ingresando por Edinson Cavani en el complemento. El 21 de abril, Merentiel, marcó dos goles frente a River Plate en el superclásico del fútbol argentino por la Copa de la Liga y selló la eliminación al equipo millonario. Boca dio vuelta el partido y Merentiel fue figura. El 30 de abril, con sus goles se convirtió en el máximo goleador de Boca en la década 2020 con 27 tantos, superando a los 26 que llevaba Darío Benedetto. El 19 de mayo marcó un doblete frente a Central Córdoba (S.E). El 6 de octubre, volvió a convertir, esta vez frente a Argentinos Juniors en La Bombonera.

#### Temporada 2025
En 2025, bajo la dirigencia inicial de Fernando Gago, Merentiel se convirtió en el centro delantero titular del equipo, anotando goles a clubes como a Deportivo Argentino, Independiente Rivadavia (siendo capitán), Aldosivi, Defensa y Justicia, Estudiantes de la Plata, entre otros. También logró convertir en el superclásico frente a River Plate, aunque cayendo por 2-1. Con Miguel Ángel Russo en el cargo, debutó en la Copa Mundial de Clubes de la FIFA teniendo una actuación destacada frente al Benfica, dónde el Xeneize empató 2-2. El atacante salió MVP del partido. El 20 de junio, volvió a convertir nuevamente frente a Bayern de Múnich, en la derrota de Boca por 1-2.

## Selección nacional
Fue convocado por primera vez en junio de 2024 a la selección de fútbol de Uruguay tras sus grandes rendimientos en Boca. Sin embargo, Marcelo Bielsa decidió no incluirlo en la lista final que jugaría la Copa América 2024. Su debut oficial se dio el 10 de septiembre en el marco de las eliminatorias sudamericanas frente a Venezuela en la fecha 8, ingresando en el entretiempo por Maximiliano Araújo. El partido finalizó 0-0.

## Estadísticas

### Clubes
- Actualizado hasta el último partido jugado el 17 de agosto de 2025.

| Club                         | Div.                | Temporada           | Liga  | Liga  | Liga   | Regional | Regional | Regional | Copas nacionales | Copas nacionales | Copas nacionales | Torneos internacionales | Torneos internacionales | Torneos internacionales | Total | Total | Total  | Media goleadora |
| Club                         | Div.                | Temporada           | Part. | Goles | Asist. | Part.    | Goles    | Asist.   | Part.            | Goles            | Asist.           | Part.                   | Goles                   | Asist.                  | Part. | Goles | Asist. | Media goleadora |
| ---------------------------- | ------------------- | ------------------- | ----- | ----- | ------ | -------- | -------- | -------- | ---------------- | ---------------- | ---------------- | ----------------------- | ----------------------- | ----------------------- | ----- | ----- | ------ | --------------- |
| El Tanque Sisley · Uruguay   | 1.ª                 | 2017                | 20    | 7     | 1      | —        | —        | —        | —                | —                | —                | —                       | —                       | —                       | 20    | 7     | 1      | 0.35            |
| El Tanque Sisley · Uruguay   | Total club          | Total club          | 20    | 7     | 1      | 0        | 0        | 0        | 0                | 0                | 0                | 0                       | 0                       | 0                       | 20    | 7     | 1      | 0.35            |
| Lorca F. C. · España         | 2.ª                 | 2017-18             | 14    | 1     | 0      | —        | —        | —        | 1                | 0                | 0                | —                       | —                       | —                       | 15    | 1     | 0      | 0.07            |
| Lorca F. C. · España         | Total club          | Total club          | 14    | 1     | 0      | 0        | 0        | 0        | 1                | 0                | 0                | 0                       | 0                       | 0                       | 15    | 1     | 0      | 0.07            |
| Valencia Mestalla · España   | 3.ª                 | 2017-18             | 11    | 4     | 1      | —        | —        | —        | —                | —                | —                | —                       | —                       | —                       | 11    | 4     | 1      | 0.36            |
| Valencia Mestalla · España   | 3.ª                 | 2018-19             | 18    | 4     | 2      | —        | —        | —        | —                | —                | —                | —                       | —                       | —                       | 18    | 4     | 2      | 0.22            |
| Valencia Mestalla · España   | Total club          | Total club          | 29    | 8     | 3      | 0        | 0        | 0        | 0                | 0                | 0                | 0                       | 0                       | 0                       | 29    | 8     | 3      | 0.28            |
| Godoy Cruz Argentina         | 1.ª                 | 2018-19             | 5     | 2     | 0      | —        | —        | —        | 4                | 1                | 0                | 3                       | 0                       | 0                       | 12    | 3     | 0      | 0.25            |
| Godoy Cruz Argentina         | 1.ª                 | 2019-20             | 12    | 2     | 1      | —        | —        | —        | 3                | 0                | 0                | 2                       | 0                       | 0                       | 17    | 2     | 1      | 0.12            |
| Godoy Cruz Argentina         | Total club          | Total club          | 17    | 4     | 1      | 0        | 0        | 0        | 7                | 1                | 0                | 5                       | 0                       | 0                       | 29    | 5     | 1      | 0.17            |
| Defensa y Justicia Argentina | 1.ª                 | 2020                | —     | —     | —      | —        | —        | —        | 11               | 6                | 1                | 9                       | 0                       | 0                       | 20    | 6     | 1      | 0.3             |
| Defensa y Justicia Argentina | 1.ª                 | 2021                | 24    | 10    | 4      | —        | —        | —        | 11               | 2                | 1                | 6                       | 0                       | 0                       | 41    | 12    | 5      | 0.29            |
| Defensa y Justicia Argentina | 1.ª                 | 2022                | —     | —     | —      | —        | —        | —        | 16               | 8                | 2                | 3                       | 1                       | 1                       | 19    | 9     | 3      | 0.47            |
| Defensa y Justicia Argentina | Total club          | Total club          | 24    | 10    | 4      | 0        | 0        | 0        | 38               | 16               | 4                | 18                      | 1                       | 1                       | 80    | 27    | 9      | 0.34            |
| Palmeiras · Brasil           | 1.ª                 | 2022                | 9     | 2     | 0      | —        | —        | —        | —                | —                | —                | 1                       | 0                       | 0                       | 10    | 2     | 0      | 0.2             |
| Palmeiras · Brasil           | 1.ª                 | 2023                | —     | —     | —      | 1        | 0        | 0        | —                | —                | —                | —                       | —                       | —                       | 1     | 0     | 0      | 0               |
| Palmeiras · Brasil           | Total club          | Total club          | 9     | 2     | 0      | 1        | 0        | 0        | 0                | 0                | 0                | 1                       | 0                       | 0                       | 11    | 2     | 0      | 0.18            |
| Boca Juniors Argentina       | 1.ª                 | 2023                | 23    | 7     | 2      | —        | —        | —        | 14               | 10               | 2                | 13                      | 1                       | 1                       | 50    | 18    | 5      | 0.36            |
| Boca Juniors Argentina       | 1.ª                 | 2024                | 22    | 7     | 3      | —        | —        | —        | 19               | 9                | 3                | 8                       | 1                       | 1                       | 49    | 17    | 7      | 0.35            |
| Boca Juniors Argentina       | 1.ª                 | 2025                | 23    | 6     | 2      | —        | —        | —        | 2                | 1                | 0                | 5                       | 1                       | 0                       | 30    | 8     | 3      | 0.35            |
| Boca Juniors Argentina       | Total club          | Total club          | 68    | 20    | 7      | 0        | 0        | 0        | 35               | 20               | 5                | 26                      | 3                       | 2                       | 129   | 43    | 15     | 0.35            |
| Total en su carrera          | Total en su carrera | Total en su carrera | 181   | 52    | 16     | 1        | 0        | 0        | 81               | 37               | 9                | 50                      | 4                       | 3                       | 313   | 93    | 29     | 0.3             |
| 1. 2. 3. 4.                  |                     |                     |       |       |        |          |          |          |                  |                  |                  |                         |                         |                         |       |       |        |                 |

## Palmarés

### Campeonatos regionales
| Título              | Equipo    | Estado    | Año  |
| ------------------- | --------- | --------- | ---- |
| Campeonato Paulista | Palmeiras | São Paulo | 2023 |

### Campeonatos nacionales
| Título              | Equipo       | País      | Año  |
| ------------------- | ------------ | --------- | ---- |
| Serie A             | Palmeiras    | Brasil    | 2022 |
| Supercopa Argentina | Boca Juniors | Argentina | 2022 |

### Campeonatos internacionales
| Título              | Equipo             | Sede     | Año  |
| ------------------- | ------------------ | -------- | ---- |
| Copa Sudamericana   | Defensa y Justicia | Córdoba  | 2020 |
| Recopa Sudamericana | Defensa y Justicia | Brasilia | 2021 |

### Distinciones individuales
| Distinción                                                               | Año  |
| ------------------------------------------------------------------------ | ---- |
| Máximo goleador de la Copa de la Liga Profesional (6 goles)              | 2020 |
| Máximo goleador de la Copa Argentina (3 goles)                           | 2023 |
| Parte del Equipo Ideal de la Copa Argentina                              | 2023 |
| Máximo goleador histórico de la Copa de la Liga Profesional (28 goles)   | 2024 |
| Jugador del partido vs S. L. Benfica - Copa Mundial de Clubes de la FIFA | 2025 |